# Alf Lindén
Alf Lindén, född 14 juni 1887 i Klockrike församling, Östergötlands län, död 8 juni 1969i Gränna församling, Jönköpings län
, var en svensk väg- och vattenbyggnadsingenjör.
Lindén, som var son till godsägare Ernst Julius Lindén och Hilma Karlsson, avlade studentexamen 1907 och utexaminerades från Kungliga Tekniska högskolan 1914. Han blev biträdande ingenjör i väg- och vattenbyggnadsdistriktet i Karlstad 1914, tjänstgjorde vid AB Vattenbyggnadsbyrån i Stockholm 1914–1818, var arbetschef vid Alfta Strömmarnas Kraft AB 1918–1922, vid Norrlands statsarbeten 1922–1923, vid Sundsvalls stads byggnadskontor 1924, bedrev konsulterande verksamhet 1925–1926 och var chef för Sundsvalls Spårvägs AB 1927–1950.
Lindén var ledamot av stadsfullmäktige i Sundsvall 1930–1946, Sundsvalls stads lönenämnd 1929–1943 och Sundsvalls kyrkogårdstillsyningsnämnd 1940–1948.